# Palacz (film)
Palacz (oryg. ros. Кочегар) – rosyjski dramat kryminalny w reż. Aleksieja Bałabanowa z 2010 roku.
Trzynasty z kolei film twórcy m.in. kultowego Brata (1997). Obraz nie okazał się dużym sukcesem komercyjnym, chociaż zyskał sobie uznanie krytyki.
W tle fabuły filmu pojawia się postać polskiego podróżnika i badacza Jakucji Wacława Sieroszewskiego oraz jego powieści Chajlach, której przeczytanie zainspirowało palacza do pisania w wolnych chwilach własnego opowiadania o Jakutach (nieukończonego).
Film był kręcony w Kronsztadzie, głównie z powodu dobrze zachowanej XIX-wiecznej architektury przemysłowej.

## Opis fabuły
Tytułowy palacz to były major Armii Radzieckiej, weteran z Afganistanu, z pochodzenia Jakut. Żyje bardzo skromnie i całe dnie spędza w pracy – olbrzymiej kotłowni. Nikomu nie wadzi i jest życzliwy dla ludzi. Ma kolegę z wojska Michaiła, którego tytułuje sierżantem. Jest to gangster, który regularnie przywozi mu do spalenia ciała różnych, jak sam to określa "złych ludzi". Palacz nie zadaje zbędnych pytań, ponieważ cała sytuacja jest dla tego prostego człowieka i przywykłego do zabijania żołnierza bardzo oczywista – źli ludzie powinni ginąć. Jego postawa ulega zmianie, gdy znika jego córka Sasza. Jak sam odkrywa, została ona zabita na polecenie sierżanta z inspiracji jego córki Maszy, zazdrosnej o wspólnego kochanka jej i Saszy – "Bizona". Sam "Bizon" to "cyngiel" sierżanta i wykonawca wyroku. Co gorsza, już po fakcie palacz, poszukując córki, orientuje się, że pomagał wrzucić jej ciało do pieca, które ukryte w worku powędrowało tam jako kolejny "zły człowiek". Palacz zakłada swój galowy mundur i udaje się do mieszkania sierżanta. Tam wprawnie zabija za pomocą narciarskiego kija sierżanta i "Bizona", po czym wraca do kotłowni i w fotelu naprzeciw płonącego paleniska podcina sobie bagnetem żyły.

## Obsada aktorska
- Michaił Skriabin – major
- Jurij Matwiejew – "Bizon"
- Aleksandr Mosin – sierżant
- Aida Tumutowa – Sasza, córka majora
- Anna Korotajewa – Masza, córka sierżanta
- Alina Politowa – Lena
- Warwara Biełokurowa – Wiera

i inni.